# Roxbury, New Hampshire
Roxbury är en kommun (town) i Cheshire County i delstaten New Hampshire i USA med 220 invånare (2020).